# Jörn Müller (Chemiker)
Jörn Müller (* 16. April 1936 in Küstrin; † 27. Januar 2024 in Berlin) war ein deutscher Chemiker, der sich vor allem mit analytischer Chemie, Massenspektrometrie und metallorganischer Chemie befasst hat.

## Leben und Wirken
Müller hat zuerst an der TU Berlin und dann an der LMU München Chemie studiert und 1964 bei Ernst Otto Fischer über metallorganische Chemie promoviert. Er absolvierte eine Post-Doktorandenzeit bei L. D’Or in Lüttich, wo er sich in die Massenspektrometrie einarbeitete.
Für seine Habilitation (1969 an der LMU München) kombinierte er beide Forschungsgebiete, die er auch später als Professor an der TU Berlin verfolgte. 1975 wurde er zum Ordentlichen Professor für Analytische Chemie an der TU Berlin berufen. Im Jahr 2004 wurde er emeritiert. Seit 2013 war er Mitglied im Kuratorium der Nachrichten aus der Chemie, der Zeitschrift der Gesellschaft Deutscher Chemiker. Für die „Seniorexperten Chemie“ koordinierte er für die „Nachrichten“ die Beitragsreihe Pro und Contra.

## Ehrungen
- Ehrenmedaille der DGMS